# Parábola del fariseo y el publicano

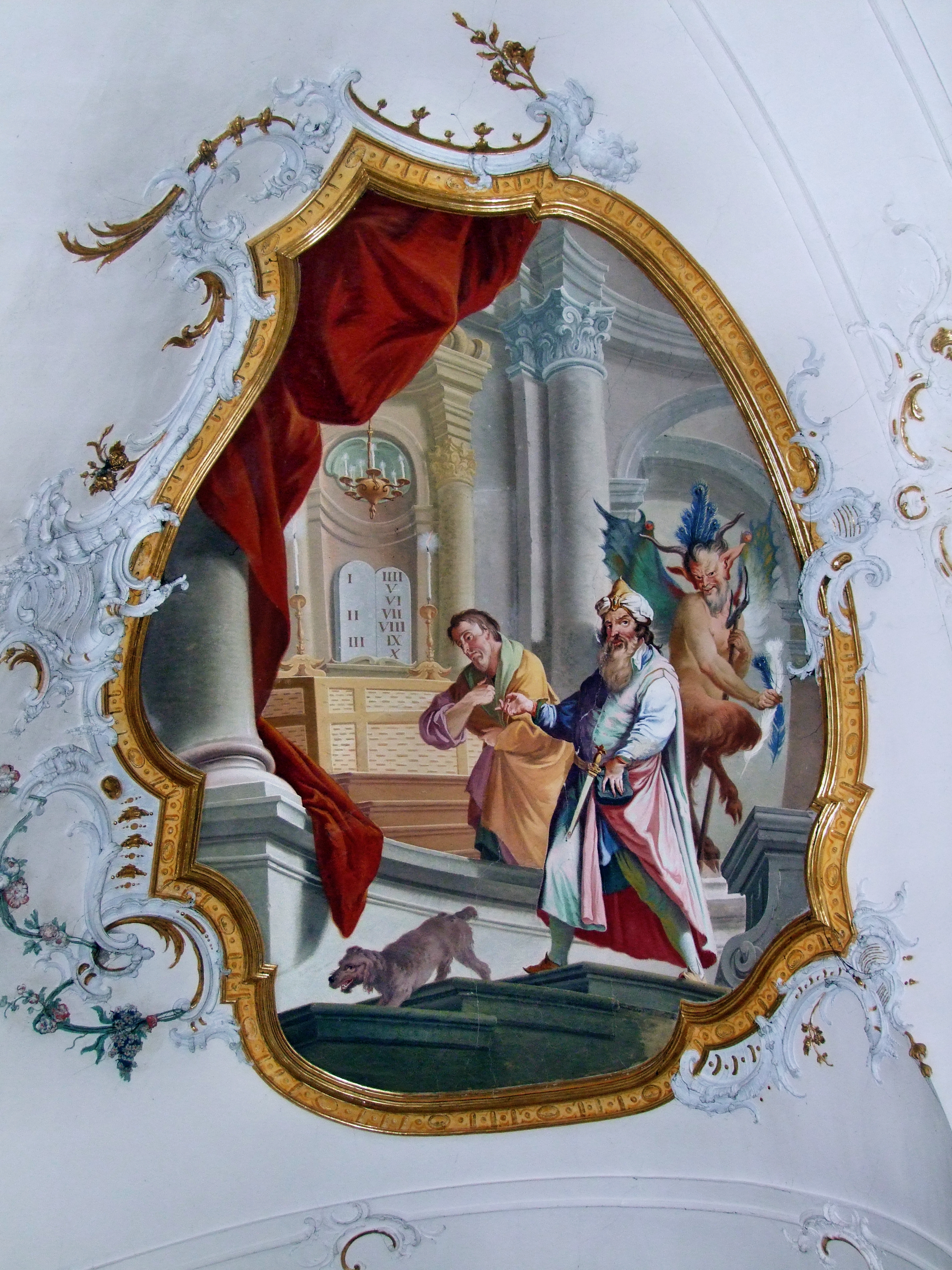
El fariseo y el publicano, un fresco barroco encontrado en la Abadía de Ottobeuren.

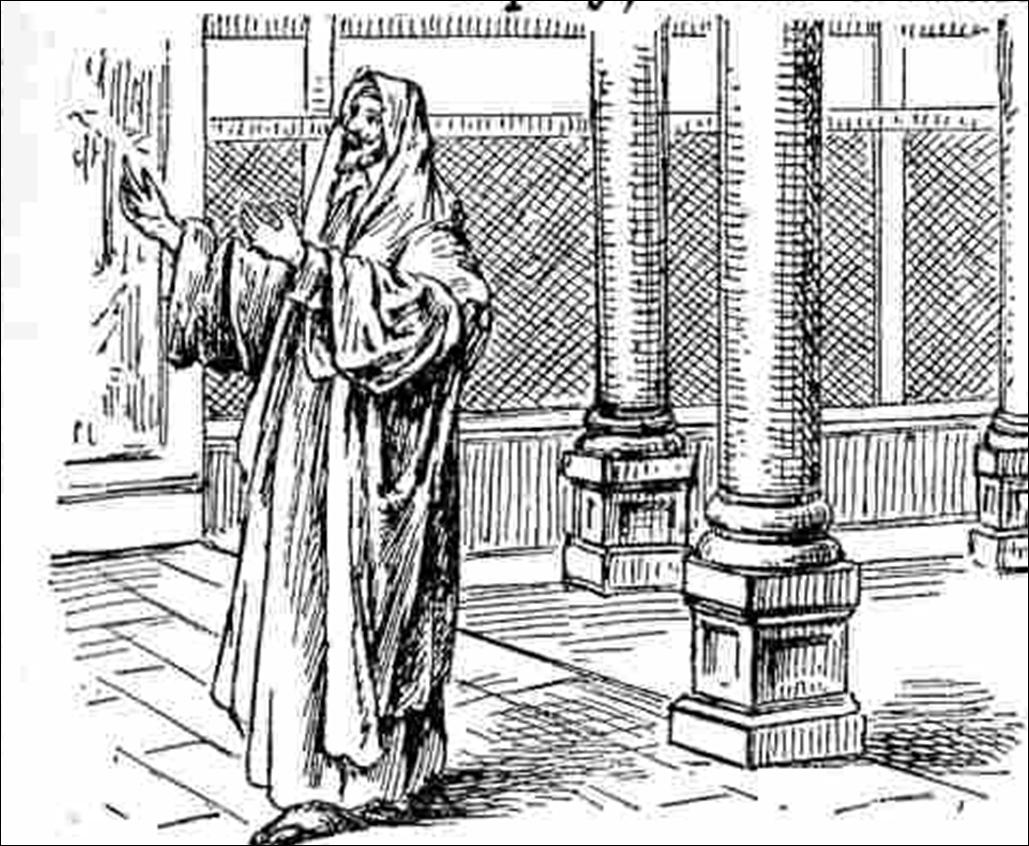
El fariseo, ilustración de la parábola.

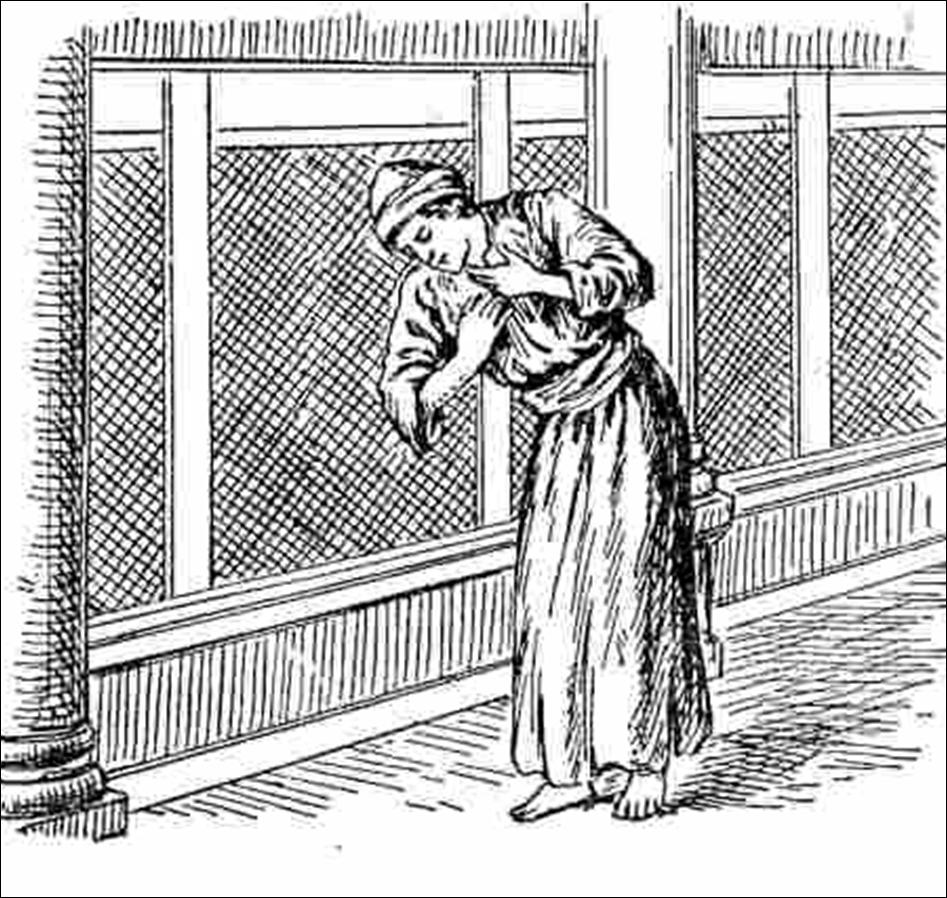
El publicano, ilustración de la parábola.

La parábola del fariseo y el publicano o parábola del fariseo y el cobrador de impuestos es una de las parábolas de Jesús de Nazaret encontrada solamente en el Evangelio de Lucas del Nuevo testamento. 
El texto de la parábola, según aparece en la Biblia cristiana, es el siguiente:

Y refiriéndose a algunos que se tenían por justos y despreciaban a los demás, dijo también esta parábola: «Dos hombres subieron al Templo para orar; uno era fariseo y el otro, publicano.
El fariseo, de pie, oraba así: "Dios mío, te doy gracias porque no soy como los demás hombres, que son ladrones, injustos y adúlteros; ni tampoco como ese publicano. Ayuno dos veces por semana y pago la décima parte de todas mis entradas".
En cambio el publicano, manteniéndose a distancia, no se animaba siquiera a levantar los ojos al cielo, sino que se golpeaba el pecho, diciendo: "¡Dios mío, ten piedad de mí, que soy un pecador!".
Les aseguro que este último volvió a su casa justificado, pero no el primero. Porque todo el que se ensalza será humillado y el que se humilla será ensalzado».
Lucas 18, 9-14.

## Contexto e interpretaciones
Durante el primer siglo, los fariseos eran bien conocidos por su estricto seguimiento de la Ley de Moisés. El fariseo de esta parábola fue más allá de lo requerido por las reglas religiosas, ayunando más de lo requerido y dando diezmo de todo lo que ganaba. Seguro de su religiosidad, el fariseo no le pide nada a Dios y por ello nada recibe.
Por otro lado, los publicanos eran judíos despreciados por colaborar con el Imperio Romano. Eran llamados cobradores de impuestos ya que por esta labor eran mejor conocidos. Sin embargo, la parábola no condena la ocupación del publicano, sino que lo describe como alguien que "reconoce su estado de despreciable ante Dios y confiesa su necesidad de reconciliación". Dirigiéndose a Dios en   humildad, el publicano recibe la misericordia y la reconciliación que buscaba.
Esta parábola, por lo tanto, muestra la importancia que posee la humildad y el arrepentimiento en contraste con la soberbia. Constituye también una dura crítica al fariseísmo.

## Conmemoración
En la Iglesia Ortodoxa, se lee la parábola como parte del período de preparación que conduce a la Gran Cuaresma, pues muestra un ejemplo de humildad que debe ser practicado durante  el periodo cuaresmal. El Domingo del publicano y el fariseo da inicio a las tres semanas de la temporada precuaresmal y al primer uso del Triodion litúrgico (aunque la semana que sigue a este domingo es libre de ayuno). Este domingo incluye un himno inspirado en la parábola.
El pastor y predicador inglés John Bunyan escribió un libro sobre la parábola en 1685.

## En el arte

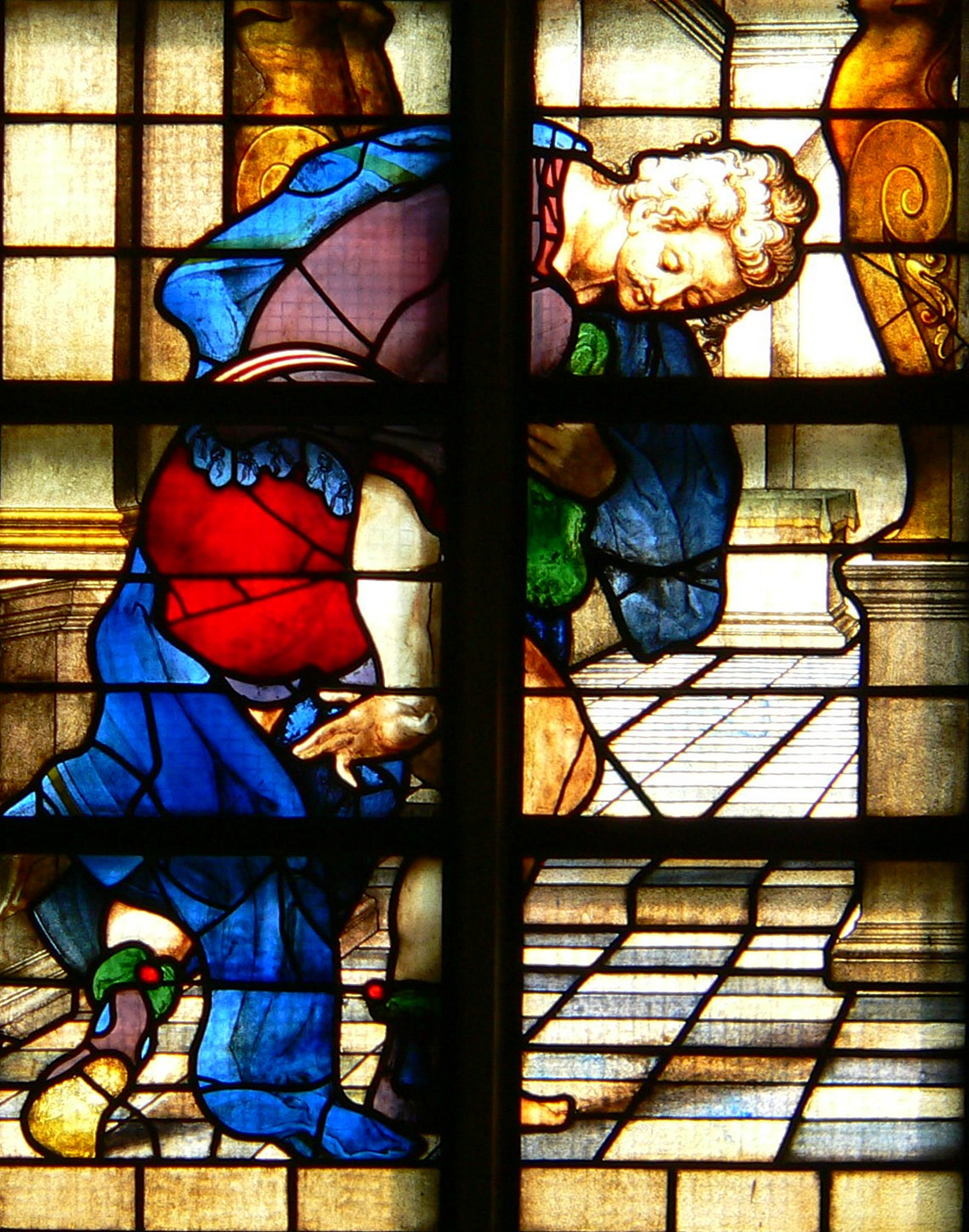
Segmento de un vitral sobre la parábola, en la iglesia de Janskerk (Gouda).

La parábola ha sido representada en una variedad de obras religiosas, siendo especialmente significativa en la iconografía de la Iglesia ortodoxa. Existen obras de pintores tales como: James Tissot, John Everett Millais, Hans Holbein the Younger, y Gustave Doré.